# 152 mm M1910/37
Il 152 mm M1910/37 (in russo: 152-мм гаубица обр. 1910/37 гг.) era un obice campale sovietico. Prodotto in pochi esemplari, fu impiegato nella seconda guerra mondiale.

## Storia

### Sviluppo e produzione

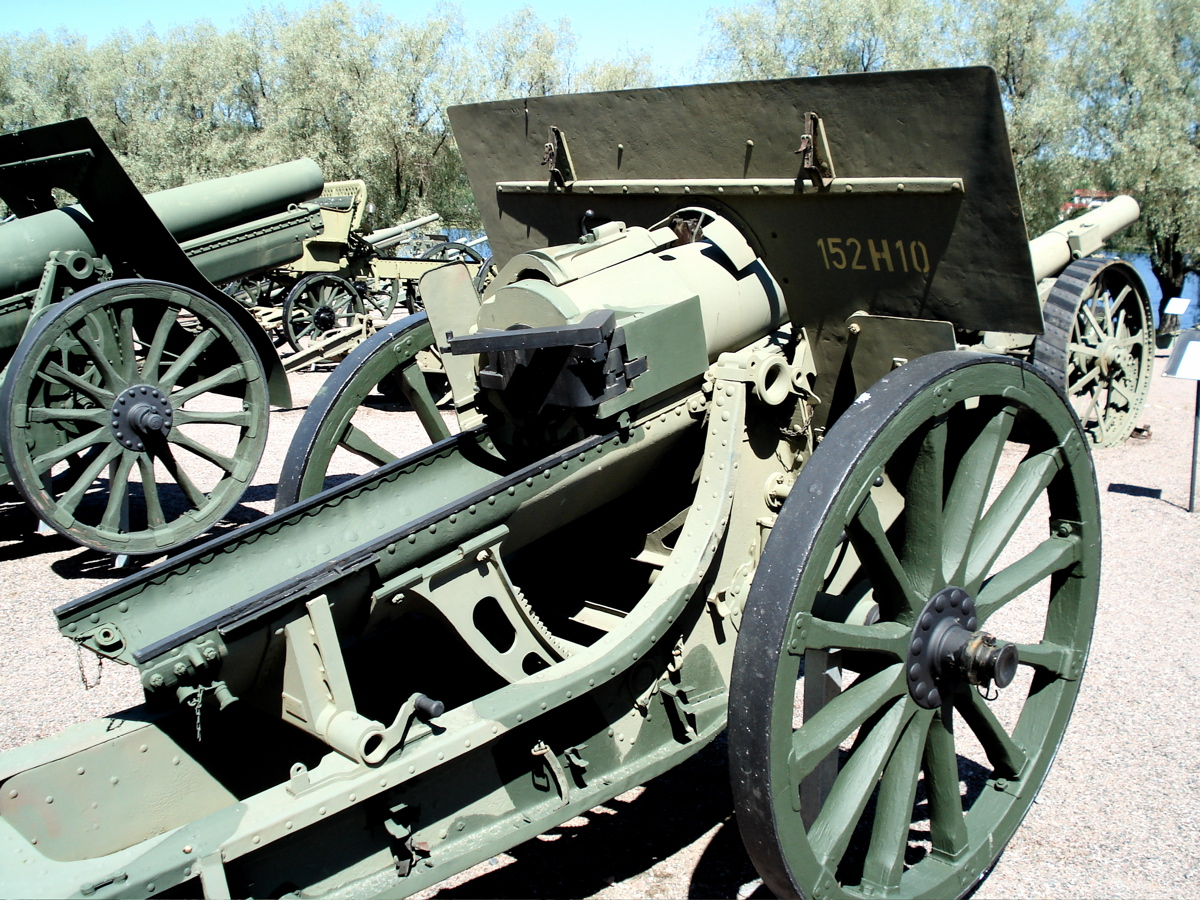

Il pezzo era il risultato della modernizzazione dell'obice da 152 mm M1910, originariamente sviluppato dalla francese Schneider prima della Grande Guerra ed usato dall'Esercito imperiale russo. Gli impianti Kirov e Perm' consegnarono 348 M1910 tra il 1911 ed il 1927; nel 1936 l'Armata Rossa possedeva ancora 101 pezzi, inclusi 5 da addestramento.
I lavori di modernizzazione iniziarono nel 1936. Poiché i M1910 ancora in servizio erano pochi, una modifica estesa venne considerata antieconomica. Il pezzo venne ricamerato per una munizione più grande, la stessa del 152 mm M1909/30. Su alcuni pezzi le ruote in legno vennero rimpiazzate da ruote in acciaio con semipneumatici in gomma piena, che consentivano una velocità di traino aumentata a 18 km/h. L'arma così modernizzata venne adottata ufficialmente come obice 152 mm M1910/37. Non furono prodotti pezzi ex novo ma tutti i M1910 esistenti vennero portati al nuovo standard a partire dal 1941.
Il M1910/37 era un tipico obice dell'era della Grande Guerra. La canna corta aveva un otturatore a vite interrotta eccentrico; il freno di sparo idraulico ed il recuperatore idropneumatico erano montati sotto alla canna. L'affusto a coda unica aveva ruote in legno senza sospensioni, con ridotto brandeggio della culla. Il pezzo veniva agganciato ad un apposito avantreno ed era trainato da 4 pariglie di cavalli; ogni cannone era seguito da un cassone porta-munizioni con 22 proietti e 24 cariche propellenti, trainato da 3 pariglie di cavalli.
Il M1910/37 era un limitato upgrade di un pezzo della Grande Guerra, che non risolse alcuni dei limiti strutturali del vecchio pezzo, quali la limitata velocità di traino sull'assale non ammortizzato, la limitata elevazione ed il limitatissimo brandeggio. La canna corta causava una limitata gittata, minore di quella del corrispondente obice tedesco 15 cm sFH 18, con 8,8 km contro 13,3 km. La bassa velocità alla volata ed il ridotto brandeggio rendeva l'arma inutilizzabile contro i mezzi corazzati.
D'altro canto, il M1909/30 era robusto ed affidabile, era relativamente leggero e poteva essere messo in batteria in soli 30-40 secondi. Queste caratteristiche che lo resero molto amato dai militari e, considerando che nel 1930 l'URSS non era pronta per lo sviluppo e la produzione di una moderna artiglieria, questa modernizzazione di vecchi cannoni rappresentò un ragionevole compromesso.

### Organizzazione ed impiego operativo

1 - Granata OF-530 HE/frammentazione,
2 - Granaata O-530 a frammentazione,
3 - Granata G-530 antibunker.

Nell'organigramma del 1939, ogni divisione allineava un reggimento obici con un battaglione di obici da 152 mm, su 12 pezzi. Nel luglio 1941 questi reggimenti vennero sciolti, così come i battaglioni obici da 152 mm delle divisioni motorizzate e corazzate.
L'artiglieria di corpo d'armata non impiegava questi obici da 152 mm nelle prime fasi della guerra (usava infatti i 152 mm M1937), ma dalla fine del 1943, quando venne reintrodotta, essa incluse reggimenti di 5 batterie su 20 pezzi anche da 152 mm. Dal 1 giugno 1944, l'artiglieria di corpo d'armata schierava 192 pezzi di questo calibro. Anche la Riserva del Comando Generale dell'Armata Rossa schierava reggimenti obici su 48 pezzi e brigate obici pesanti su 32 pezzi, a volte organizzati in divisioni di artiglieria.
Allo scoppio della guerra sovietico-tedesca, i vecchi pezzi da 152 mm venivano rimpiazzati dal più moderno 152 mm M1938. A causa del basso ritmo di produzione di quest'ultimo, il M1910/37 era ancora in servizio e venne impiegato dall'Armata Rossa nella Grande Guerra Patriottica.

## Munizionamento
| Munizionamento disponibile                     |                 |             |                        |                           |             |
| Tipo                                           | Modello         | Peso, kg    | Peso carica, kg        | Velocità alla volata, m/s | Gittata, km |
| Proietti antibunker                            |                 |             |                        |                           |             |
| antibunker                                     | G-530 / G-530Sh | 40,0        | 5,1                    |                           |             |
| Proietti ad alto esplosivo ed a frammentazione |                 |             |                        |                           |             |
| HE-frammentazione, acciaio                     | OF-530          | 40,0        | 5,47-6,86              |                           |             |
| HE-frammentazione, ferro acciaioso             | OF-530A         | 40,0        | 5,66                   |                           |             |
| HE, obsoleta                                   | F-533           | 40,41       | 8,0                    |                           |             |
| HE, obsoleta                                   | F-533K          | 40,68       | 7,3                    |                           |             |
| HE, obsoleta                                   | F-533N          | 41,0        | 7,3                    |                           |             |
| HE, obsoleta                                   | F-533U          | 40,8        | 8,8                    |                           |             |
| HE, ferro acciaioso, obsoleta, francese        | F-534F          | 41,1        | 3,9                    |                           |             |
| HE per 152 mm M1931 (NM)                       | F-521           | 41,7        | 7,7                    |                           |             |
| HE, britannica per obice Vickers da 152 mm     | F-531           | 44,91       | 5,7                    |                           |             |
| Shrapnel                                       |                 |             |                        |                           |             |
| Shrapnel con miccia da 45 sec                  | Sh-501          | 41,16-41,83 | 0,5 (680—690 pallette) |                           |             |
| Shrapnel con miccia T-6                        | Sh-501T         | 41,16       | 0,5 (680—690 pallette) |                           |             |
| Proietti illuminanti                           |                 |             |                        |                           |             |
| Illuminante, 40 sec                            | S 1             | 40,2        |                        |                           |             |
| Proietti a caricamento chimico                 |                 |             |                        |                           |             |
| Frammentazione-chimica                         | OH-530          | 38,8        |                        |                           |             |
| Chimica                                        | HN-530          | 39,1        |                        |                           |             |